# Gulringad vedharkrank
Gulringad vedharkrank (Ctenophora flaveolata) är en tvåvingeart som först beskrevs av Johan Christian Fabricius 1794.  Gulringad vedharkrank ingår i släktet Ctenophora och familjen storharkrankar. Enligt den finländska rödlistan är arten nationellt utdöd i Finland. Enligt den svenska rödlistan är arten livskraftig i Sverige sedan 2020. Arten förekommer i Götaland och Svealand. Artens livsmiljö är skogslandskap. Inga underarter finns listade i Catalogue of Life.